# Jonathan Fahn
Pour les articles homonymes, voir Fahn.
Jonathan Fahn, né le 12 avril 1965 dans le Queens, à New York, est un réalisateur, producteur de cinéma et scénariste américain.

## Biographie
Jonathan Fahn est le frère de Melissa Fahn, actrice de doublage et une chanteuse dédiée à l'animation, et de Tom Fahn (en), également acteur de doublage.

## Filmographie partielle
- 2001 : Tea with Grandma